# Discografia di Ėldžej
La discografia di Ėldžej, rapper russo, è costituita da nove album in studio, due album di remix e oltre sessanta singoli.

## Album

### Album in studio
| Anno | Titolo e dettagli | Classifiche | Classifiche | Classifiche |
| Anno | Titolo e dettagli | EST         | LVA         | LTU         |
| --- | --- | ----------- | ----------- | ----------- |
| 2015 | Boški dymjatsja - Pubblicato: 28 maggio 2015 - Etichetta: 143, Company Pirates - Formato: Download digitale, streaming | ×           | ×           | ×           |
| 2016 | Sayonara Boy - Pubblicato: 7 ottobre 2016 - Etichetta: 143 - Formato: Download digitale, streaming                     | ×           | ×           | ×           |
| 2016 | Biblioteka - Pubblicato: 28 ottobre 2016 - Etichetta: 143, Zion - Formato: Download digitale, streaming                | ×           | ×           | ×           |
| 2017 | Sayonara Boy ろ - Pubblicato: 22 giugno 2017 - Etichetta: 143, ZBV - Formato: Download digitale, streaming             | ×           | ×           | ×           |
| 2018 | Sayonara Boy X - Pubblicato: 27 marzo 2018 - Etichetta: Universal Russia - Formato: Download digitale, streaming       | 20          | 13          | ×           |
| 2018 | Sayonara Boy 143 - Pubblicato: 9 novembre 2018 - Etichetta: Universal Russia - Formato: Download digitale, streaming   | 15          | 5           | 63          |
| 2020 | Sayonara Boy Opal - Pubblicato: 27 febbraio 2020 - Etichetta: Universal Russia - Formato: Download digitale, streaming | 14          | —           | 45          |
| 2023 | Sayonara bol' - Pubblicato: 3 aprile 2023 - Etichetta: VK - Formato: Download digitale, streaming                      | ×           | —           | —           |
| 2025 | Complex polnocennosti - Pubblicato: 9 luglio 2025 - Etichetta: 143 - Formato: Download digitale, streaming             | ×           | —           | —           |
| "—" indica una pubblicazione non classificata in quel paese. "×" indica una classifica non esistente o non pubblicata. | |             |             |             |

### Album di remix
| Anno | Titolo e dettagli |
| ---- | --- |
| 2018 | Sayonara Boy ろ (Remix) - Pubblicato: 14 agosto 2018 - Etichetta: Universal Russia - Formato: Download digitale, streaming |
| 2020 | Destructive Version - Pubblicato: 29 novembre 2020 - Etichetta: Universal Russia - Formato: Download digitale, streaming   |

## Singoli
| Anno | Titolo                                          | Classifiche | Classifiche | Classifiche | Classifiche | Classifiche | Classifiche | Classifiche | Classifiche | Classifiche | Classifiche | Certificazioni | Album di provenienza  |
| Anno | Titolo                                          | RUS         | BLR         | EST         | GER         | KAZ         | LVA         | LTU         | MDA         | POL         | UKR         | Certificazioni | Album di provenienza  |
| --- | ----------------------------------------------- | ----------- | ----------- | ----------- | ----------- | ----------- | ----------- | ----------- | ----------- | ----------- | ----------- | -------------- | --------------------- |
| 2015 | Nekuda bežat' (feat. Oleg Smit)                 | —           | ×           | ×           | —           | ×           | ×           | ×           | ×           | —           | —           |                | /                     |
| 2015 | Karusel'                                        | —           | ×           | ×           | —           | ×           | ×           | ×           | ×           | —           | —           |                | /                     |
| 2016 | Muzyka (con MiyaGi & Endšpil')                  | —           | ×           | ×           | —           | ×           | ×           | ×           | ×           | —           | —           |                | /                     |
| 2016 | Tiše tiše (feat. Oleg Smit)                     | —           | ×           | ×           | —           | ×           | ×           | ×           | ×           | —           | —           |                | /                     |
| 2016 | Diskonnekt (con Kravc)                          | —           | ×           | ×           | —           | ×           | 89          | ×           | ×           | —           | —           |                | Sayonara Boy          |
| 2016 | Zaletaju domoj                                  | —           | ×           | ×           | —           | ×           | ×           | ×           | ×           | —           | —           |                | /                     |
| 2017 | Čto s moimi glazami?                            | —           | ×           | ×           | —           | ×           | ×           | ×           | ×           | —           | —           |                | /                     |
| 2017 | Bounce                                          | —           | ×           | ×           | —           | ×           | ×           | ×           | ×           | —           | —           |                | /                     |
| 2017 | Rvanye džinsy                                   | —           | ×           | ×           | —           | ×           | 69          | ×           | ×           | 33          | —           |                | Sayonara Boy ろ       |
| 2017 | Ul'tramarinovye tancy                           | —           | ×           | ×           | —           | ×           | ×           | ×           | ×           | —           | —           |                | /                     |
| 2017 | Rozovoe vino (con Feduk)                        | 12          | ×           | ×           | —           | ×           | 3           | ×           | 48          | 18          | 114         | - POL: Oro     | /                     |
| 2017 | Hey Guys                                        | —           | ×           | ×           | —           | ×           | ×           | ×           | ×           | —           | —           |                | /                     |
| 2017 | Dėnsim (con Čërnoe Kino)                        | —           | ×           | ×           | —           | ×           | ×           | ×           | ×           | —           | —           |                | /                     |
| 2017 | Minimal                                         | 16          | ×           | ×           | —           | ×           | 19          | ×           | ×           | —           | 110         |                | Sayonara Boy X        |
| 2018 | 360º                                            | 76          | ×           | —           | —           | ×           | 28          | ×           | ×           | —           | —           |                | /                     |
| 2018 | Onelove                                         | —           | ×           | —           | —           | ×           | 92          | —           | ×           | —           | —           |                | /                     |
| 2018 | Top top                                         | —           | ×           | —           | —           | ×           | —           | —           | ×           | —           | —           |                | Sayonara Boy ろ       |
| 2018 | Aqua (con Sorta)                                | —           | ×           | —           | —           | ×           | —           | —           | ×           | —           | —           |                | /                     |
| 2018 | Gosti iz buduščego (con Čërnoe Kino)            | —           | ×           | —           | —           | ×           | —           | —           | ×           | —           | —           |                | /                     |
| 2018 | Vrum vrum                                       | —           | ×           | —           | —           | ×           | —           | —           | ×           | —           | —           |                | Sayonara Boy 143      |
| 2018 | Sosedi (feat. Kosta Lakosta)                    | —           | ×           | —           | —           | ×           | —           | —           | ×           | —           | —           |                | /                     |
| 2019 | Antidepressanty                                 | 26          | ×           | —           | —           | ×           | 95          | —           | ×           | —           | 134         |                | /                     |
| 2019 | Sayonara detka (feat. Era Istrefi)              | 10          | ×           | —           | —           | ×           | 31          | 76          | ×           | —           | —           |                | /                     |
| 2019 | Meteority (con Kosta Lakosta)                   | —           | ×           | —           | —           | ×           | —           | —           | ×           | —           | —           |                | /                     |
| 2019 | Madrid 98 (con NXN)                             | —           | ×           | —           | —           | ×           | —           | —           | ×           | —           | —           |                | /                     |
| 2019 | Ufo (con Don Diablo)                            | 36          | ×           | —           | —           | ×           | —           | —           | ×           | —           | 22          |                | /                     |
| 2020 | Krovostok                                       | —           | —           | —           | —           | ×           | —           | —           | ×           | —           | —           |                | Sayonara Boy Opal     |
| 2020 | Tamagotchi                                      | 158         | —           | —           | —           | ×           | —           | —           | ×           | —           | —           |                | Sayonara Boy Opal     |
| 2020 | Cadillac (con Morgenštern)                      | —           | ×           | 4           | —           | ×           | ×           | 37          | ×           | —           | —           |                | /                     |
| 2020 | 911                                             | —           | ×           | ×           | —           | ×           | ×           | —           | ×           | —           | —           |                | /                     |
| 2020 | Lollipop (con Morgenštern)                      | —           | ×           | ×           | —           | ×           | ×           | —           | ×           | —           | —           |                | /                     |
| 2020 | Lamborghini Countach                            | —           | ×           | ×           | —           | ×           | ×           | —           | ×           | —           | —           |                | /                     |
| 2020 | Guilty Pleasure                                 | —           | ×           | ×           | —           | ×           | ×           | —           | ×           | —           | —           |                | /                     |
| 2021 | Wunder King                                     | —           | ×           | ×           | —           | ×           | ×           | —           | ×           | —           | —           |                | /                     |
| 2021 | +18 (con Sorry Jesus)                           | —           | ×           | ×           | —           | ×           | ×           | —           | ×           | —           | —           |                | /                     |
| 2021 | Bart Simpson                                    | —           | ×           | ×           | —           | ×           | ×           | —           | ×           | —           | —           |                | /                     |
| 2021 | Candy Flip                                      | —           | ×           | ×           | —           | ×           | ×           | —           | ×           | —           | —           |                | /                     |
| 2021 | Pervaja polosa                                  | —           | ×           | ×           | —           | ×           | ×           | —           | ×           | —           | —           |                | /                     |
| 2021 | Krestiki - noliki                               | —           | ×           | ×           | —           | ×           | ×           | —           | ×           | —           | —           |                | /                     |
| 2021 | Soda (con Vacío)                                | —           | ×           | ×           | —           | ×           | ×           | —           | ×           | —           | —           |                | /                     |
| 2021 | Ona tebja ljubit (con Slava Marlow e The Limba) | —           | ×           | ×           | —           | ×           | ×           | —           | ×           | —           | —           |                | /                     |
| 2021 | Don Perin'on (con i Pošlaja Molli)              | —           | ×           | ×           | —           | ×           | ×           | —           | ×           | —           | —           |                | /                     |
| 2021 | Urus (con Rachim)                               | —           | ×           | ×           | —           | ×           | ×           | —           | ×           | —           | —           |                | /                     |
| 2021 | Murakami                                        | —           | ×           | ×           | —           | ×           | ×           | —           | ×           | —           | —           |                | /                     |
| 2021 | Unlock (con Rompasso)                           | —           | ×           | ×           | —           | ×           | ×           | —           | ×           | —           | —           |                | /                     |
| 2021 | Čupa Čups (con i Pošlaja Molli)                 | —           | ×           | ×           | —           | ×           | ×           | —           | ×           | —           | —           |                | /                     |
| 2022 | Meow (con Kontra K)                             | —           | ×           | ×           | 64          | ×           | ×           | —           | ×           | —           | —           |                | /                     |
| 2022 | Made in Italy                                   | —           | ×           | ×           | —           | ×           | ×           | —           | ×           | —           | —           |                | /                     |
| 2022 | Bronežilet (con Costa Lacoste)                  | 128         | 189         | 122         | —           | ×           | ×           | —           | ×           | —           | —           |                | /                     |
| 2022 | Forrest Gamp                                    | —           | ×           | —           | —           | ×           | ×           | —           | ×           | —           | —           |                | Sayonara bol'         |
| 2023 | Ne Prada (con Morgenštern e Arut)               | —           | —           | —           | —           | —           | —           | —           | —           | —           | —           |                | /                     |
| 2023 | Iziranery                                       | —           | —           | —           | —           | —           | —           | —           | —           | —           | —           |                | Sayonara bol'         |
| 2023 | Harakiri                                        | —           | —           | —           | —           | —           | —           | —           | —           | —           | —           |                | Sayonara bol'         |
| 2023 | Keyhole (con Costa Lacoste)                     | —           | —           | —           | —           | —           | —           | —           | —           | —           | —           |                | /                     |
| 2023 | Drake                                           | —           | —           | —           | —           | —           | —           | —           | —           | —           | —           |                | /                     |
| 2023 | AI                                              | —           | —           | —           | —           | —           | —           | —           | —           | —           | —           |                | /                     |
| 2024 | Sport (con Anikv)                               | —           | —           | —           | —           | —           | —           | —           | —           | —           | —           |                | /                     |
| 2024 | Snova (con Feduk e Biicla)                      | —           | —           | —           | —           | —           | —           | —           | —           | —           | —           |                | /                     |
| 2024 | Shar (con Eighteen)                             | —           | —           | —           | —           | 79          | —           | —           | —           | —           | —           |                | Complex polnocennosti |
| 2024 | Po domam (con Macan)                            | —           | —           | —           | —           | —           | —           | —           | —           | —           | —           |                | /                     |
| 2025 | Aeroflot 143 (con Navai)                        | —           | —           | —           | —           | —           | —           | —           | —           | —           | —           |                | /                     |
| 2025 | GPT (con Anikv)                                 | —           | —           | —           | —           | —           | —           | —           | —           | —           | —           |                | Complex polnocennosti |
| "—" indica una pubblicazione non classificata in quel paese. "×" indica una classifica non esistente o non pubblicata. |                                                 |             |             |             |             |             |             |             |             |             |             |                |                       |

## Altri brani entrati in classifica
| Anno | Titolo  | Classifiche | Album di provenienza |
| Anno | Titolo  | RUS         | Album di provenienza |
| ---- | ------- | ----------- | -------------------- |
| 2020 | Bodybag | 70          | Guilty Pleasure      |